# 小眼黑吻銀漢魚
小眼黑吻銀漢魚，為輻鰭魚綱銀漢魚目擬銀漢魚科的其中一種，分布於西大西洋巴哈馬群島、古巴、聖馬丁島、安地列斯群島及巴拿馬海域，為熱帶魚類，體長可達7.5公分，棲息在沿海珊瑚礁水域，生活習性不明。